# Charles-Nicolas Peaucellier

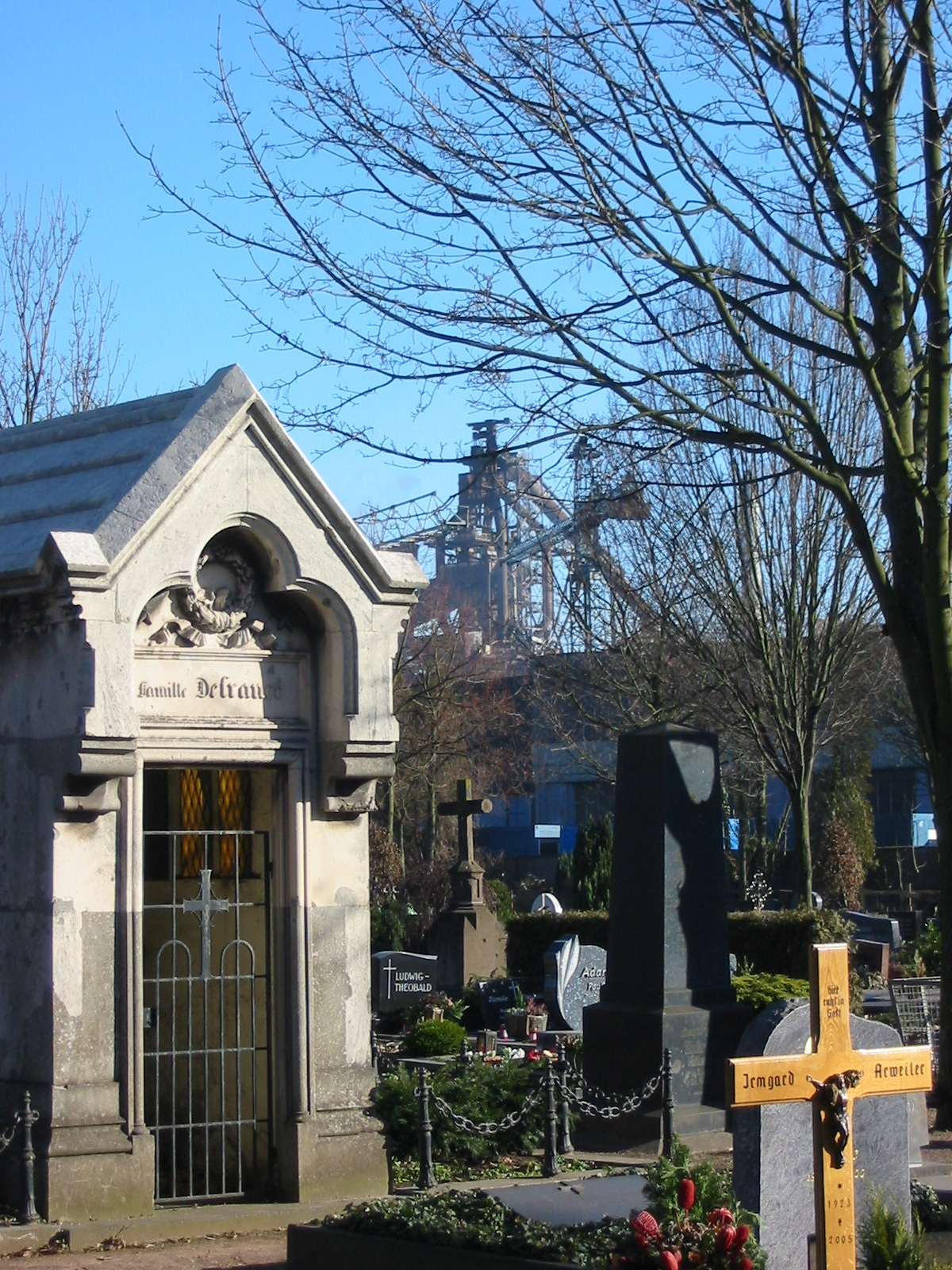
Grabstätte von 1919–1929

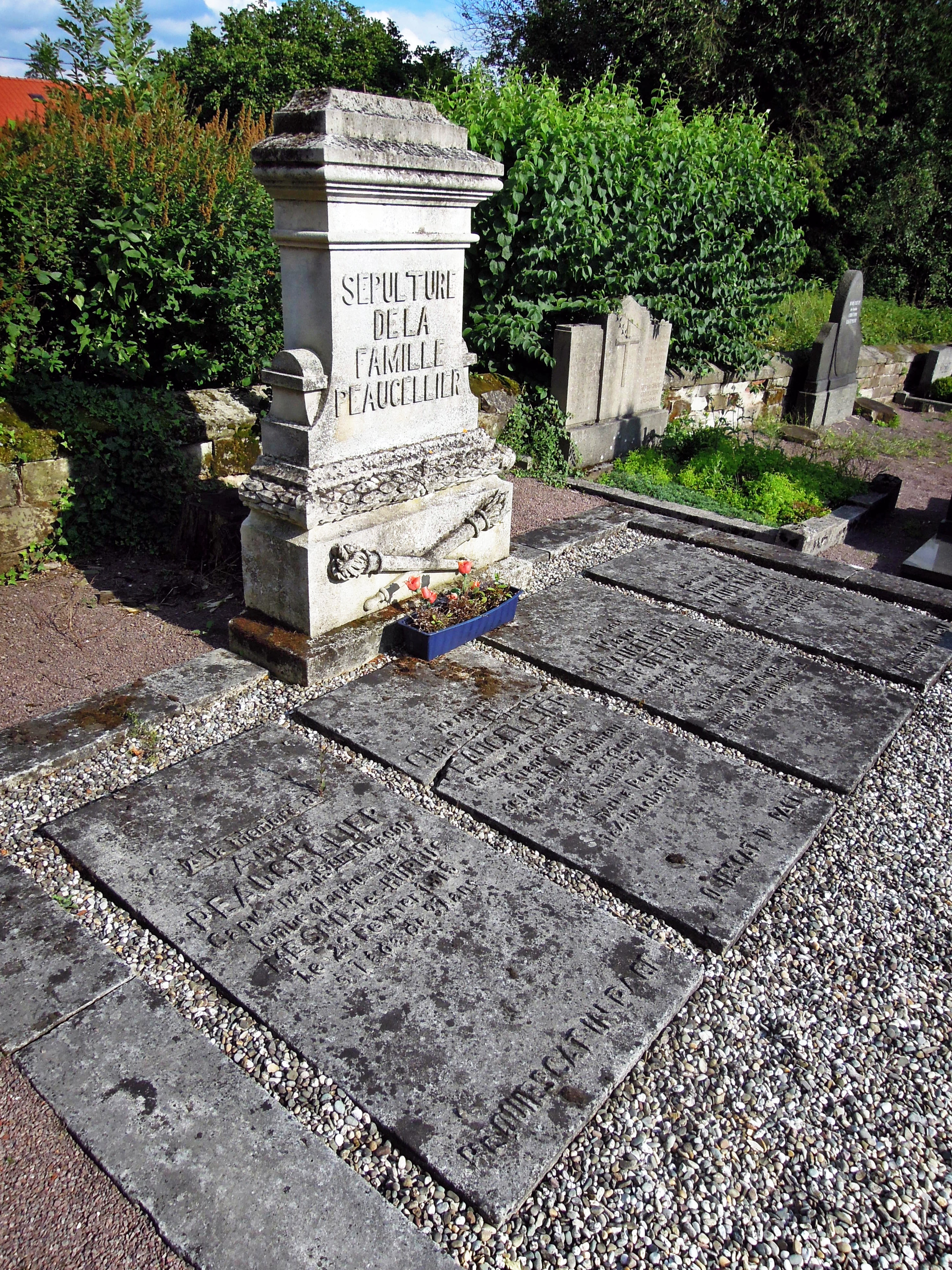
Grabstätte nach der zweiten Umbettung in Wallerfangen

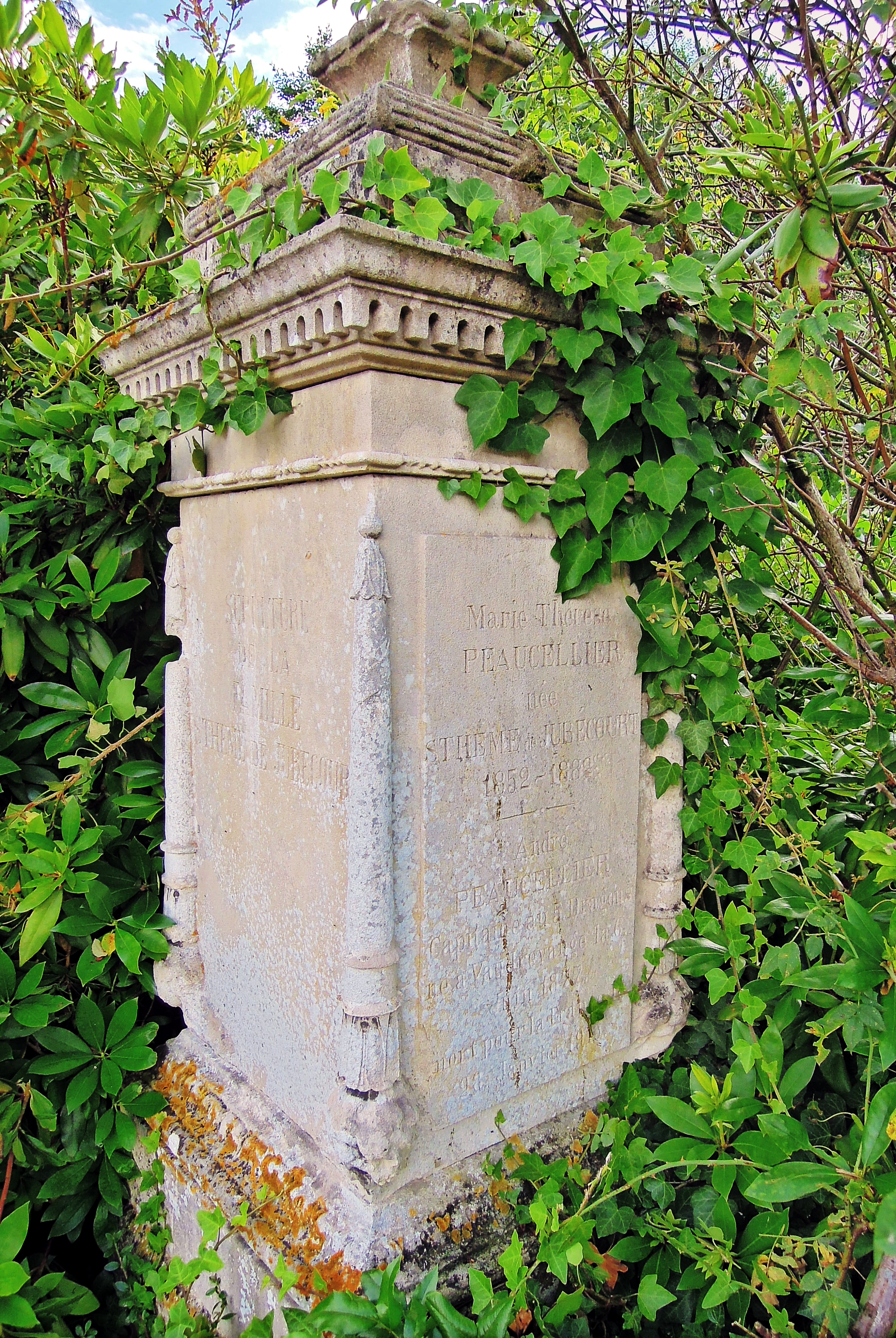
Grabstätte von Peaucelliers zweiter Frau Marie-Thérèse und ihres ersten Sohns André in Wallerfangen

Charles-Nicolas Peaucellier (* 16. Juni 1832 in Saarlouis; † 4. Oktober 1919 in Paris) war Absolvent der École polytechnique und machte Karriere in der französischen Armee, 1888 wurde er zum Général de division befördert.

## Leben
Der Sohn des Arztes Pierre André Peaucellier und der Apothekertochter Catherine Bassigny hatte vier Geschwister. Er schlug eine militärische Laufbahn ein. Als Capitaine führte er ein Pioniercorps in Toul, war dann Platzkommandant von Lyon um dann, wieder in Toul, als Großoffizier und Mitglied des Generalstabs in einer technischen Eliteeinheit zu dienen. Er heiratete 1868 die 25-jährige Marie-Hélène Defrance aus einer bedeutenden Industriellenfamilie in Dillingen. Sie starb 1872 früh im Geburtsjahr ihrer Tochter Jeanne; vermutlich im Kindbett. 1876 heiratete er die 24-jährige Marie-Thérèse Sthème de Jubecourt aus Wallerfangen. Aus der Ehe gingen zwei Kinder hervor. Der ältere André Peauccellier fiel als Capitaine 37-jährig im Ersten Weltkrieg in der Schlacht „Mèsnil-le-Hurrus“.
Der jüngere, 1882 geborene Felix Guy Marie Maxime wurde Ingenieur. Seine Mutter starb sechs Tage nach seiner Geburt vermutlich im Kindbett. 1889 heiratete Peaucellier in dritter Ehe Gabriele de Trévélec.
Als Peaucellier starb, wurde er noch im Todesjahr auf Wunsch seiner in Paris lebenden Kinder nach Dillingen in die Defrance-Gruft, der Grabstätte seiner ersten Frau, umgebettet.
Die von der Öffentlichkeit wahrgenommene Umbettung wurde als Grablegung in Anwesenheit einer großen Trauergemeinde, Vertretern des Besatzungscorps und der Dillinger Hütte mit militärischen Ehren veranstaltet.
1929 wurde er ein zweites Mal exhumiert und mit seiner ersten Frau Marie-Hélène Defrance nach Wallerfangen umgebettet. Die Grabplatten für seinen ersten Sohn, ihn selbst, seine erste Frau und seinen Vater tragen folgende Inschriften:
- Ici repose André Peaucellier Capitaine au 5me Dragon tombé glorieux Mesnil-le-Hurrus le 28 Février 1915 à l'age de 37 ans
- Ici repose Charles N. Peaucellier Général de Division Grand Officier à la Légion d'Honneur né à Sarrelouis le 16 Juin 1832 mort à Paris le 4. Oct. 1919
- Ici repose Marie Peaucellier née Defrance décédé le 21 Février 1872 á l'age de 28 ans
- A la mémoire de Pierre André Peaucellier Docteur en médecine né à Metz le 6 Juillet 1792 mort à Sarrelouis[2]

Merkwürdigerweise ist auf dem Grabstein der Familie Peaucellier für seinen Sohn André der 28ste Februar als Todestag, auf dem Grabstein der Familie Sthème de JUBECOURT der 28ste Januar angegeben.

## Erfindung
Bekannt wurde er durch den nach ihm benannten Inversor von Peaucellier, den er 1864 an die Öffentlichkeit brachte.
Seine Konstruktion besteht aus vier gleich langen, mit Gelenken zu einer Raute verbundenen Stäben, die durch zwei längere, an gegenüberliegenden Gelenken befestigte Stäbe in einem außen liegenden Punkt geführt werden.
Diese Maschine ermöglicht es, eine Bewegung auf einer (Teil-)Kreislinie in eine lineare Bewegung umzuformen. Im Lexikon der gesamten Technik erfährt die Erfindung die folgende Würdigung:

„Man hat es lange Zeit für unmöglich gehalten, daß durch einen Gelenkmechanismus, bei dem also jedes Glied gegen ein benachbartes eine Kreisbewegung vollzieht, eine geradlinige Bewegung erzeugt werden könne, bis von Peaucellier zuerst der ... Gelenkmechanismus erfunden wurde, durch den eine absolute Geradführung bewirkt wird.“

Obgleich in der Theorie genial, treten durch die vielen Gelenke und Belastungen in diesen in der Praxis Probleme auf.

## Ehrungen
„Grand-Officier de la Légion d'Honneur“ (1894)